# Brownwood
Brownwood es una ciudad ubicada en el condado de Brown en el estado estadounidense de Texas. En el Censo de 2010 tenía una población de 19.288 habitantes y una densidad poblacional de 576.5 personas por km².

## Geografía
Brownwood se encuentra ubicada en las coordenadas 31°42′29″N 98°58′57″O / 31.70806, -98.98250. Según la Oficina del Censo de los Estados Unidos, Brownwood tiene una superficie total de 32.6 km², de la cual 32.6 km² corresponden a tierra firme y (0%) 0 km² es agua.

## Demografía
Según el censo de 2010, había 19.288 personas residiendo en Brownwood. La densidad de población era de 576,5 hab./km². De los 19.288 habitantes, Brownwood estaba compuesto por el 82.74% blancos, el 5.51% eran afroamericanos, el 0.61% eran amerindios, el 0.60% eran asiáticos, el 8.47% eran de otras razas y el 2.07% pertenecían a dos o más razas. Del total de la población el 21.34% eran hispanos o latinos de cualquier raza.